# Luciana Ortega
Luciana Ortega Urriolagoitia (nacida el 10 de agosto de 2004) es una futbolista española de ascendencia panameña que juega como defensa central en el Santos FC de la Serie A1 brasileña.

## Trayectoria

### Inicios
Nacida en Barcelona, Cataluña, Ortega jugó en el Sunrise Sting SC de Estados Unidos. Terminó su carrera juvenil en los EE. UU., formando parte del equipo sub-19 del Florida West FC en 2022.

### Costa del Este FC
En el 2021 fue anunciada como nueva jugadora Costa del Este FC. Disputó el Torneo Clausura 2021 LFF.

### CIEX Sports Academy
El 11 de marzo de 2022 fue anunciada como nueva jugadora del CIEX Sports Academy. Disputó la Liga de Fútbol Femenino 2022.

### Santos FC
El 31 de enero de 2023, Ortega fue anunciada como nueva jugadora del  Santos FC. Hizo su debut profesional el 27 de mayo, sustituyendo en la segunda mitad a Eliana Stábile en la goleada a domicilio por 6-1 al Ceará.

## Selección nacional

### Categorías inferiores
De familia panameña, Ortega representó a Panamá en la categoría sub-20, siendo también convocada al plantel completo para entrenamientos. El 10 de abril de 2023, fue convocada por la entrenadora Raiza Gutiérrez para los partidos de clasificación para el Campeonato Femenino Sub-20 de la CONCACAF 2023 contra Curazao, Bahamas y Sint Maarten. Ortega fue titular contra Curazao (victoria 5-1), suplente no utilizado contra las Bahamas (victoria 13-0) y entró contra Sint Maarten (victoria 11-0) cuando Panamá se clasificó para el torneo final; Sin embargo, no pudo llegar al equipo final.

## Clubes
| Club                | País   | Año         |
| ------------------- | ------ | ----------- |
| Costa del Este FC   | Panamá | 2021 - 2022 |
| CIEX Sports Academy | Panamá | 2022        |
| Santos FC           | Brasil | 2023 - act. |